# Црква Светог Николе у Срђевићима
Црква Светог Николе је храм Српске православне цркве који се налази у Срђевићима у општини Гацко, Република Српска. Припада Епархији захумско-херцеговачкој. Саграђен је током средњег вијека, а посвећен је Светом Николи.

## Прошлост
Тачно вријеме градње није утврђено али се зна да је црква од прије 1598. године. У манастиру Житомислић чува се Минеј из срђевићке цркве писан на пергаменту из 1358. године.
Црква Светог Николе су вјероватно саградили гатачке војводе Срђевићи или њихови сродници Трковићи. Војводе Трковићи Радоје, Петар и Иван се повезују са ктиторством цркве. Њихова се гробница налази недалеко од цркве. Трипковићи су изгинули у борби против Турака, вјероватно у 16. вијеку.

## Одлике храма
Црква Светог Николе у Срђевићима је једнобродни храм са полукружном апсидом. Димензија је 10,25 х 5,60 метара са спољне стране. Покривена је каменим плочама, са преклопом камених плоча на сљемену. Мали прозори налазе се на јужном зиду и они давају освјетљење цркве заједно са уским отворима који се налазе на апсиди и испод звоника. Звоник на преслицу је дозидан у 19. вијеку. Под је урађен од камених плоча.
Фреске у цркви су датоване у седму и осму деценију 16. вијека. Оне су веома оштећене, а сачували су се дјелови композиције Поклоњење архијереја Христу-агнецу и Богородица Ширшаја небес у олтару, Благовјести на источном зиду, Свети Ђорђе на сјеверном и Свети Димитрије на јужном зиду. Живопис цркве је урадио добар и образован сликар, префињени колориста.